# ژرژ سورل
ژرژ یوجین سورل (به فرانسوی: Georges Sorel) (۲ نوامبر ۱۸۴۷ – ۲۹ اوت ۱۹۲۲) فیلسوف فرانسوی و نظریه‌پرداز سندیکالیسم انقلابی بود. آنارشیست‌ها، مارکسیست‌ها و فاشیست‌ها از مفهوم قدرت اسطوره در اندیشه او الهام گرفتند. او همچنین آثاری در دفاع از خشونت دارد.